# Кули радници
Кули (енгл. Coolie, термин који се на енглеском језику такође пише и као koelie, kouli, khuli, khulie, kuli, cooli, cooly или quli) је историјски израз за плаћене раднике и савремену расну увреду. То је погрдни израз који се користи за раднике са ниским платама, обично оне индијског или кинеског поријекла.
Ријеч кули су први пут употребили европски трговци широм Азије у 16. вијеку. До 18. вијека, термин се односио на мигрантске индијске плаћене раднике. У 19. вијеку, током британске колонијалне ере, термин је усвојен за превоз и запошљавање азијских радника преко уговора о раду на плантажама шећера које су раније радили поробљени Африканци.
Ријеч кули је имала разне негативне импликације. У савременом енглеском језику, обично се сматра увриједљивом. У Индији, њеној земљи поријекла, сматра се погрдном увредом. У многим аспектима је сличан шпанском изразу пеон, иако се оба термина користе у неким земљама са различитим импликацијама. У 21. вијеку, кули се генерално сматра расним вријеђањем за Азијате у Океанији, Африци, југоисточној Азији и обје Америке; посебно на Карибима.
Ријеч кули је настала на индијском потконтиненту у 17. вијеку и значила је „дневни радник“; почевши од 20. вијека, ријеч је коришћена у Британској Рај Индији за означавање носача на жељезничким станицама. Термин се разликује од речи "Доугла", која се односи на људе мјешовитог афричког и индијског поријекла. Умјесто тога, кули се користи за људе пунокрвног индијског поријекла чији су преци мигрирали у британске бивше колоније у Африци, Азији и на Карибима. Ово је посебно случај у Јужној Африци, земљама источне Африке, Тринидаду и Тобагу, Гвајани, Суринаму, Јамајци, другим дијеловима Кариба, Маурицијусу, Фиџију и Малајском полуострву.
У модерној индијској популарној култури, кули су често приказивани као хероји радничке класе или анти-хероји. Индијски филмови који славе кулије укључују Deewaar (1975), Кули (1983) и неколико филмова под називом Кули бр. 1 (издања из 1991., 1995. и 2020. године). Нови тамилски филм под називом Кули са Рајиникантом у главној улози требало би да буде објављен 2025. године.

## Етимологија
Опште је познато да термин потиче од хинди и телушке ријечи кули (कुली), (కూలి), што значи „радник током дана“, што је вјероватно повезано са урду рјечју quli (قلی), што значи „роб“. Сматра се да ријеч на урду потиче од тамилске ријечи kulī („најамни“ или „најамник“). Ријеч kūli, што значи „плата“, присутна је у цијелој дравидској језичкој породици, са изузетком сјевернодравидске гране.
Такође се сматра да ријеч qulī на хиндију могла да потиче од имена гуџаратског абориџинског племена или касте.
Кинеска ријеч kǔlì кин: 苦力 је примјер фоно-семантичког подударања што се буквално преводи као „горка снага“, али се чешће схвата као „тешки рад“.
Године 1727. Енгелберт Кемпфер је описао кулије као раднике на пристаништу који би истоварали холандске трговачке бродове у Нагасакију у Јапану.

### Класификација као увредљив термин
Merriam-Webster класификује термин кули као „обично увредљив“. Оксфордски рјечник енглеског језика наводи да је „датирано, увредљиво“. Dictionary.com то сматра „омаловажавајућим и увредљивим“.

## Историја трговине кулијима

### Укидање ропства и успон трговине кулијима
Увоз азијских радника у европске колоније догодио се већ у 17. вијеку. Међутим, у 19. вијеку, дошло је до далеко робуснијег система трговине који укључује кулије, као директан одговор на постепено укидање и атлантске трговине робљем и самог ропства, које је вјековима служило као преферирани начин рада у европским колонијама у Америци. Британци су су били први који су експериментисали са кули радном снагом када је 1806. године двије стотине кинеских радника пребачено у колонију Тринидад да раде на тамошњим плантажама. "Тринидад експеримент" није био успјешан, са само двадесет до тридесет радника који су остали у Тринидаду до 1820-их година. Међутим, такви напори инспирисали су Сер Џона Гладстона, једног од најранијих заговорника рада кулија, да тражи кулије за своје плантаже шећера у Британској Гвајани у нади да ће замјенити своју афро-карипску радну снагу након укидања ропства тамо 1833. године. Друштвени и политички притисак довео је до укидања ропства широм Британске империје 1833. године, а друге европске нације су на крају слиједиле. Радно интензиван рад у европским колонијама, као што су оне које укључују плантаже и руднике, остали су без јефтиног извора радне снаге један од најранијих заговорника рада кулија, да тражи кулије за своје плантаже шећера у Британској Гвајани у нади да ће заменити своју афро-карипску радну снагу након укидања ропства тамо 1833. године.
Друштвени и политички притисак довео је до укидања ропства широм Британске империје 1833. године, а друге европске нације су на крају слиједиле њихов примјер. Радно интензиван рад у европским колонијама, попут оних са плантажама и рудницима, остао је без јефтиног извора радне снаге. Као посљедица тога, велика трговина првенствено индијских и кинеских плаћених радника почела је 1820-их. године да би се испунила ова потреба. Године 1838. 396 јужноазијских радника стигло је у Британску Гвајану, а такав ток мигрантске радне снаге наставиће се све до Првог свјетског рата. Друге европске нације, посебно колонијалне силе као што су Француска, Шпанија и Португал, убрзо су слиједиле њихов примјер, посебно зато што је Британија, кроз неколико уговора као што су Странгфордски споразум и Париски уговор из 1814. године, такође вршила притисак на друге нације да укину своје учешће у атлантској трговини робљем. У већини европских колонија, увоз азијских радника озбиљно је почео након укидања ропства. Међутим, у неким колонијама, као што је Куба, ропство се неће окончати све до 1886. године, четрдесетак година након што су уведени кули.
Један број савремених и модерних историчара примјетио је утицај старог облика колонијалног ропства на систем кулија. Трговина кулијима, слично као и трговина робљем, имала је за циљ да објезбеди радну снагу за колонијалне плантаже у Америци и на Пацифику за чијим је новчаним усјевима била велика потражња широм атлантског свијета. Кули су често радили на плантажама робова које су раније обрађивали поробљени Африканци, а на сличан начин брутално поступање могли су да примјећују надзорници плантажа као одговор на стварне или претпостављене прекршаје. На неким карипским плантажама, број присутних кулија могао би да достигне и до шест стотина. Године 1878., историчар В. Л. Дистант написао је чланак за Часопис Краљевског антрополошког института, у којем је детаљно описао своје време проведено на плантажама Западне Индије посматрајући радну етику и понашање кулија, и примјетио да су многи надгледници вјеровали да азијски кули, слично као поробљени Африканци, имао афинитет за интензиван рад на отвореном. Ставови надзорника према кулијима разликовали су се на основу етничке припадности: сматрало се да су кинески и јапански кулићи радишнији, уједињенији као радна снага и да имају боље хигијенске навике у поређењу са индијским радницима, за које се сматрало да су нижег статуса и третирали су их као дјецу која су захтјевала стални надзор.

### Дебате око рада кулија
За разлику од ропства, кули рад је (у теорији) под уговором, споразуман, плаћен и привремен, а кули радник је у поѕицији да поврати потпуну слободу након истека уговора. Прописи су уведени већ 1837. године од стране британских власти у Индији како би заштитили ове принципе добровољног, уговорног рада и сигурног, санитарног превоза. Кинеска влада је такође уложила напоре да обезбједи добробит радника своје нације, а представници су послани релевантним владама широм свијета. Неки западни аболиционисти су видели кули рад као утире пут ка аболиционизму, да постепено и мирно замјени афрички робовски рад без губитка профита. Међутим, друге аболиционистичке групе и појединци – као што су Британско друштво за борбу против ропства и Британско и страно друштво за борбу против ропства, заједно са америчким аболиционистом Вилијамом Лојдом Гарисоном – били су веома критични према кули раду. Заговорници ропства, посебно на југу Сједињених Америчких Држава, осудили су кули рад, али су га користили да се супротставе укидању америчког ропства, тврдећи да је ово друго "хуманије" од првог.
У пракси, међутим, као што су многи противници система тврдили, злоупотреба и насиље у трговини кулијима били су раширени. Неки од ових радника су потписали уговоре о раду на основу погрешних обећања, док су други киднаповани и продати у ропство; неки су били жртве клановског насиља чији су их отмичари продали трговцима кулијима, док су се други продали да би отплатили коцкарске дугове. Они који су се добровољно потписали углавном су имали уговоре од двије до пет година. Осим што им је пролаз плаћен, кулије су у просеку плаћене и испод двадесет центи дневно. Међутим, у одређеним регионима, отприлике један долар би се узимао од кулија сваког мјесеца да би се отплатили дугови.

### Кинески кули

#### У европским колонијама
Радници из Кине углавном су транспортовани на посао у Перу и Кубу. Међутим, многи кинески радници су радили у британским колонијама као што су Сингапур, Нови Јужни Велс, Јамајка, Британска Гвајана (сада Гвајана), Британска Малаја, Тринидад и Тобаго, Британски Хондурас (сада Белизе), као и у холандским колонијама у оквиру Холандске источне Индије и Суринама. Прва пошиљка кинеских радника била је у британску колонију Тринидад 1806. године „у покушају да се успостави насеље слободних сељака који се баве култиваторима и радницима”. На многим путовањима, радници су транспортовани истим бродовима који су коришћени за превоз афричких робова претходних година.
Трговина кулијима робљем коју су водили амерички капетани и локални агенти, која се углавном састојала од дужничког ропства, названа је 'трговина свињама' јер услови живота нису били слични онима у сточарству; на неким бродовима је чак 40 одсто кулија умрло на путу. Чак 500 је било нагурано у једном бродском складишту, не остављајући простора за кретање. Кулије су такође биле утиснуте на леђа као стока. Страни трговци су искористили неравноправне уговоре о којима су преговарали влада Ћинг и западних сила након Опијумских ратова, као и последичну политичку и економску нестабилност, да би посредовали у пословима за „уговорене“ раднике. Англофони капиталисти су трговину опијумом и заробљени кинески рад називали „отровом и свињама“.
Португалски Макао је био центар кулијарског ропства: описиван је као „једини прави посао“ у Макау од 1848. до 1873. године, који је донео огромну зараду за Португалце све док није забрањен због притиска британске владе. Између 1851. и 1874. године отприлике 215.000 Кинеза је отпремљено из Макаа у иностранство, првенствено на Кубу и Перу, а неки су отпремљени у Гвајану, Суринам и Костарику.  Ови кулији су набављени преко различитих извора, укључујући и неке који су били послати у Гвајану, Суринам и Костарику. су били заробљени од стране брокера у Макау кроз кредите за коцкање, и други који су киднаповани или присиљени.
Године 1847. два брода са Кубе превозила су раднике у Хавану да раде на пољима шећерне трске из луке Сјамен, једне од пет кинеских уговорних лука отворених Британцима Уговором из Нанкинга 1842. Трговина се убрзо проширила и на друге луке. у Гуангдонгу, а потражња је постала посебно јака у Перуу за радницима у рудницима сребра и индустрији сакупљања гвана. Аустралија је почела да увози раднике 1848. године. Ови радници су били преварени у погледу услова запослења у много већој мјери него њихови индијски колеге, и као посљедица тога, постојао је много већи ниво кинеске емиграције током овог периода.
Трговина је цвјетала од 1847. до 1854. године без инцидената, све док нису почели да се појављују извјештаји о малтретирању радника на Куби и Перуу. Пошто је британска влада имала политичку и правну одговорност за многе укључене луке – укључујући Амој – такве луке су одмах затворене. Упркос овим затварањима, трговина се једноставно пребацила у прикладнију луку унутар португалске енклаве Макао.
Многи кулији су прво били преварени или киднаповани, а затим држани у баракунима (притворским центрима) или укрцавајући бродове у лукама поласка, као и афрички робови. Њихова путовања, која се понекад називају Пацифичким пролазом, била су нехумана и опасна као озлоглашени Средњи пролаз атлантске трговине робљем. Смртност је била веома висока; процјењује се да је од 1847. до 1859. година просечна стопа морталитета кулија на бродовима за Кубу износила 15,2%, а губици међу бродовима за Перу били су чак 40% 1850-их, а 30,44% од 1860. до 1863. године.
Кулији су продавани и одвођени на рад у плантаже или у руднике са веома лошим условима живота и рада. Трајање уговора је обично било пет до осам година, али многи кулији нису преживјели свој рок због тешког рада и малтретирања. Преживели су често били приморани да остану у ропству након уговореног периода. На Куби је донијета Уредба о увођењу кинеских радника на острво Куба из 1860. године. Овај пропис је предвиђао да кули радници морају поново да склопе уговор са претходним послодавцем или другим послодавцем или морају напустити Кубу о свом трошку у року од 2 мјесеца након истека уговора. Кули обично нису могли да себи приуште да напусте Кубу и били су приморани да се поново уговоре. Овај пропис је замаглио разлику између присилног рада кулија и ропства. То је омогућило кулијима да служе као извор полузаробљеничке радне снаге с обзиром на намерно тешкоће повратка кући.
Кулији који су радили на плантажама шећера на Куби и у леглима гуана на острвима Чинча („острва пакла“) у Перуу били су брутално третирани. 75% кинеских кулија на Куби је умрло прије него што су испунили своје уговоре. Више од двије трећине кинеских кулија који су стигли у Перу између 1849. и 1874. године умрло је у уговорном периоду. Године 1860. израчунато је да од 4.000 кулија доведених Чинчама од почетка трговине, ниједан није преживио.
Због ових неподношљивих услова, кинески кулији су се често бунили против својих шефова Ко-Хунга и шефова страних компанија у лукама поласка, на бродовима и у страним земљама. Кулије су стављене у иста насеља као и Африканци, а пошто већина није могла да се врати у своју домовину или да им жене дођу у Нови свет, многи су се оженили Африканкама. Међурасни односи и бракови кулија са Африканцима, Европљанима и домородачким народима, формирали су неке од афроазијских и азијских латиноамеричких популација модерног свијета.
На шпанском, кулије су називани colonos asiáticos („азијски колонисти“). Шпанска колонија Куба плашила се устанака робова попут оних који су се десили на Хаитију и користила је кулије као прелаз између робова и слободног рада. Нису били ни слободни ни робови. Најамне кинеске слуге су такође радиле на пољима шећерне трске на Куби и након укидања ропства у земљи 1884. године. Два изучаваоца кинеског рада на Куби, Хуан Пастрана и Хуан Перез де ла Рива, поткријепили су ужасне услове у којима су се налазили кинески кули радници на Куби and stated that coolies were slaves in all but name. и изјавили да су кули робови у свему осим по имену. Истраживач Дениз Хели верује да је упркос њиховом робовском третману, слободни и легални статус азијских радника на Куби одвојио их од робова. Према Родригуезу Пастору и Тразегниес Гранди, кулије су могле да изазову своје претпостављене, побјегну, поднесу петиције владиним званичницима и побуне се.
До 1870. године, радници под називом енганчадори коришћени су за управљање и преговарање уговора за кинеске кулије у организованим радним одредима званим Квадрилас. „Енганчадор је преговарао о свим условима рада за свој тим и бавио се свим аспектима запошљавања за раднике, укључујући добијање аванса од плантажера за плате, дистрибуцију алата, уређење смјештаја и хране и преузимање одговорности за дисциплину, контролу и надзор. (Ху-ДеХарт). Енганчадор је имао флексибилност у дужини поновног уговора за кули раднике. Кули радник је такође могао да преговара о својим платама и често је имао предност јер је послодавац морао да попусти тржишним силама. „Услови поновног уговарања су се знатно разликовали. Група поновних уговора из периода од 1863. до 1877. открива велике варијације у условима нових уговора, који се разликују не само од првобитних, већ и једни од других. Прво, већина кулија се пријавила на само једну годину, највише на двије године, а неки на само три и шест мјесеци – све то далеко од још осам година. Друго, мјесечне плате не само да су варирале, већ су увијек биле веће од 4 пезоса у првобитним уговорима, а у неким случајевима знатно веће. Многи су навели плаћање у „пезо фуерте“, то јест у чврстој валути, а не ваучерима, што се често користило током осмогодишњег првобитног уговора. (Ху-ДеХарт).
Након што су испунили своје уговоре, colonos asiáticos су се интегрисали у земље Перуа, Доминиканске Републике, Порторика и Кубе. Они су усвојили културне традиције од домородаца и пожељели добродошлицу не-Кинезима да искусе и учествују у њиховим традицијама. Прије кубанске револуције 1959. године, Хавана је имала највећу кинеску четврт у Латинској Америци.
У периоду од око 1902–1910. године, Кинеска инжењерска и рударска компанија  била је кључна у снабдијевању кинеским кули радницима јужноафричкд руднике на захтјев власника рудника, који су такву радну снагу сматрали јефтинијом од домаће афричке и бијеле радне снаге. Ужасни услови које су претрпјели индијски кули радници у Јужној Африци навели су неке политичаре у британском парламенту да доводу у питање систем кулија.
Године 1866., британска, француска и кинеска влада пристале су да ублаже злоупотребу тако што су од свих трговаца захтјевале да плате за повратак свих радника након истека уговора. Послодавци у Британској западној Индији су одбили ове услове, доводећи трговину тамо до краја. Све док трговина није коначно укинута 1875. године, само на Кубу је продато преко 150.000 кулија, а већина је испоручена из Макаа. Ови радници су издржали много горе услове од оних које су имали њихови индијски колеге. Чак и након реформи из 1866. године, размјере злостављања и услови скорог ропства нису се побољшали – напротив, углавном су се погоршали. Почетком 1870-их. година, повећана медијска експонираност трговине довела је до негодовања јавности, а Британци, као и кинеска влада, извршили су притисак на португалске колонијалне власти у Макау да ту трговину доведу до краја; ово је на крају постигнуто 1874. године. До тог времена, извезено је укупно до пола милиона кинеских радника.Шаблон:Page number needed Међутим, до 1890. године, још су постојали новински извештаји о коришћењу кули радника на Мадагаскару.
Термин кули радник је такође примјењен на кинеске раднике који су ангажовани за уговоре на плантажама какаа у Њемачкој Самои. Њемачки плантажери су се потрудили да обезбједе приступ својој радној снази кули раднике из Кине. Године 1908., кинески комесар Лин Шу Фен је извјестио о окрутном поступању према кули радницима на Њемачким плантажама на западним Самоанским острвима. Трговина је почела углавном након успостављања колонијалне Њемачке Самое 1900. године и трајала је до доласка новозеландских снага 1914. године. Више од 2.000 кинеских кулија било је присутно на острвима 1914. године и већину је на крају репатрирала администрација Новог Зеланда.

#### У Сједињеним Америчким Државама
Дебате око рада кулија и ропства биле су кључне у обликовању историје кинеских имиграната у Сједињеним Америчким Државама. У фебруару 1862. године, „Акт о забрани 'трговине кулима' америчких грађана у америчким пловилима”, познат и као Анти-кули акт, је био потписао је Абрахам Линколн, којим је било којим грађанима и становницима САД забрањено да тргују кинеским субјектима, познатим као "coolies".  У једном аспекту, Закон против Кули је био последњи закон о трговини робљем у САД, као и почетак краја ропства; септембра те године Линколн ће такође издати Прокламацију о еманципацији. У другом аспекту, то је био почетак искључења Кине у САД и почетак федералног ограничења имиграције. У року од једне деценије нарастао је значајан ниво антикинеског расположења, подстакнут од стране популиста попут Дениса Кирнија расистичким слоганима – „За Американца, смрт је бољи од живота на нивоу Кинеза.“
Године 1868. Уговор из Бурлингамеа би осигурао одређену заштиту за кинеске имигранте у САД и нагласио да свака кинеска имиграција у САД мора бити слободна и добровољна, потврђујући да су "кули", будући да су неслободни, били непожељни и да им је забрањен улазак у САД. У 1875. години Конгрес је усвојио документ Акт папир, који је забранио довођење било ког Кинеза без њихове сагласности како би их држали на одређено вријеме. Године 1882, службеним документом о искључењу Кинеза забрањен је улазак било којег кинеског радника у САД.
Упркос покушајима да се ограничи прилив јефтине радне снаге из Кине, почевши од 1870-их година, кинески радници су помогли изградњу огромне мреже насипа у делти ријеке Сакраменто-Сан Хоакин. Ови насипи су учинили хиљаде хектара плодних мочвара доступним за пољопривредну производњу. Иако су кинески радници допринијели изградњи прве трансконтиненталне пруге у Сједињеним Америчким Државама и Канадске пацифичке жељезнице у западној Канади, кинеско насеље је обесхрабрено након завршетка изградње. Државно законодавство, као што је калифорнијски Закон о порезу на стране рударе из 1850. и 1852. године, циљало би кинеске имигранте у САД. Устав Калифорније из 1879. године прогласио је да је „азијски кулиизам облик људског ропства и да је заувјек забрањен у овој држави, а све уговори о раду кулија биће ништавни.“
Године 1938., амерички предсједник Френклин Д. Рузвелт је употребио тај израз у једном од својих радио преноса ћаскања поред ватре (број 13, 24. јул 1938. године) док је причао причу о „два кинеска кулија“ која се свађају у гомили.

#### У Јужној Америци
У Јужној Америци, кинески плаћени радници радили су у рудницима сребра у Перуу и приобалним индустријама (тј. гуано, шећер и памук) од раних 1850-их до средине 1870-их; око 100.000 људи доселило се као плаћени радници. Учествовали су у рату на Пацифику, пљачкајући и паливши хацијенде у којима су радили након што је чилеанска војска заузела Лиму у јануару 1880. године. Око 2.000 кулија се чак придружило чилеанској војсци у Перуу, бринући о рањенима и сахрањивајући мртве. Друге су Чилеанци послали да раде на новоосвојеним нитратним пољима.

### Индијске колоније
До 1820-их. година, многи Индијци су се добровољно пријавили да оду у иностранство ради посла, у нади да ће имати бољи живот. Европски трговци и бизнисмени су то брзо искористили и почели да их регрутују за посао као јефтин извор радне снаге. Британски трговци почели су да превозе Индијанце у колоније широм свијета, укључујући Маурицијус, Фиџи, Нови Јужни Велс, Натал, Кенију, Тангањику, Сомалиленд, Бечуаналенд, Сејшеле, Уганду, Северну Родезију, Јужну Родезију, Њасаланд, Британску Гвајану, Тринидад и Тобаго, Света Луција, Свети Винсент и Гренадини, Гренада, Свети Китс и Невис, Британски Хондурас, Барбадос, остатак Британске западне Индије и Британска Малаја. Холанђани су слали раднике да раде на плантажама у Суринаму, Холандским Антилима и Холандској источној Индији. Французи су слали раднике у Гваделуп, Мартиник, Француску Гвајану, остатак Француске западне Индије и Реунион.
Систем агената је коришћен за инфилтрирање у рурална села Индије и регрутовање радника. Често би лаковјерне раднике обмањивали о великим приликама које их чекају за сопствени материјални бољитак у иностранству. Индијанци су првенствено долазили из Индо-Гангске равнице, али и из Тамил Надуа и других области на југу земље. Индијци су се суочили са великим бројем друштвених и економских катастрофа, због чега су били жељнији од других група да напусте Индију. Само у посљедњем дијелу деветнаестог вијека било је 24 глади.
Без дозволе британских колонијалних власти, Французи су транспортовали индијске раднике у своју пацифичку колонију, Реунион, још од 1826. године. До 1830. године превезено је преко 3.000 радника. Након што је ова трговина откривена, Французи су успјешно преговарали са Британцима 1860. године о дозволи за транспорт преко 6.000 радника годишње, под условом да се трговина обустави ако се открије да је дошло до злоупотреба.
Британци су почели да транспортују Индијце на Маурицијус почевши од 1829. године. Ропство је тамо укинуто 1833. године, при чему су плантажери Маурицијуса добили два милиона фунти стерлинга као надокнаду за губитак својих робова. Плантажи су се окренули довођењу великог броја плаћених радника из Индије да раде на пољима шећерне трске. У периоду између 1834. и 1921. године на острву је било присутно око пола милиона плаћених радника. Радили су на имањима шећера, фабрикама, у транспорту, на градилиштима.
Британска источноиндијска компанија је 1837. године издала сет прописа за трговину. Правила су предвиђала да сваки радник буде лично овлашћена за превоз од стране службеника којег је одредила компанија, ограничила су радни стаж на пет година уз услов добровољног обнављања, учинила су извођача одговорним за враћање радника након истека уговора и захтјевала да бродови да буде у складу са основним здравственим стандардима.
Упркос томе, услови на бродовима су често били изузетно пренасељени, уз раширене болести и неухрањеност. Кули такође нису били обавештени о дужини путовања нити о острву на које ће ићи. Радници су за свој рад плаћени багателно и од њих се очекивало да раде у често грозним и тешким условима. Иако у британским колонијама није било великих скандала у вези са злостављањем кулија, радници су често завршавали присиљавањем на рад и изманипулисани на такав начин да су постали зависни од власника плантажа, тако да су у пракси ту остајали дуго након што им је уговор истекао; вјероватно се само 10% кулија заиста вратило у своју првобитну земљу поријекла. Колонијално законодавство је такође донијето да озбиљно ограничи њихове слободе; на Маурицијусу је уведен систем обавезне пропуснице како би се омогућило лако праћење њиховог кретања. Услови су били много гори у француским колонијама Реунион, Гваделуп и Мартиник, гдје су радници били 'систематски презапослени' и забележене су ненормално високе стопе смртности за оне који су радили у рудницима. Генерално, примећено је да индијски кули имају већу стопу смртности у цјелини и да је мања вјероватноћа да ће се моћи вратити кући. Компаније би често обећавале добру храну, издржљиву одјећу, адекватан смештај, сигуран пролаз и школе. Међутим, ова обећања су се ретко одржавала, што је довело до веће стопе морталитета и имиџа индијских кулија као „прљавих“.
Само путовање је често било веома опасан подухват, посебно за кули жене. Иако су неки бродови покушали да спријече напад, силовање и опште малтретирање у морнарским уговорима, ови злочини су и даље били уобичајени. Чак и са казнама, на броду и на копну, мушкарци који су напали жене и дјецу ријетко су кажњавани, остављајући жене у још рањивијем положају.
Међутим, било је и покушаја британских власти да регулишу и ублаже најгоре злоупотребе. Здравствени инспектори су редовно провјеравали раднике и провјеравали су их прије транспорта како би се увјерили да су адекватно здрави и способни да издрже тешке услове рада. Дјеци млађој од 15 година ни под којим условима није било дозвољено да се одводе од својих родитеља.
Прва кампања у Енглеској против трговине кулијима упоредила је систем рада под уговором са ропством из прошлости. Кампању против емиграције кулија водио је Џозеф Стурџ, са Друштвом пријатеља. Петиције Стургеа, Друштва пријатеља, разних других хуманитарних група и грађана читавих градова су рутински слате колонијалним канцеларијама. Као одговор на овај притисак, извоз радне снаге је привремено обустављен 1839. године од стране власти када се сазнало за размјере злоупотреба, али је убрзо обновљен због све веће економске важности. Уведен је ригорознији регулаторни оквир и изречене су строге казне за прекршаје 1842. године. Те године је скоро 35.000 људи отпремљено на Маурицијус.
Године 1844. трговина је проширена на колоније у Западној Индији, укључујући Јамајку, Тринидад и Демерару, где је азијско становништво убрзо постало главна компонента острвске демографије.
Почевши од 1879. године, многи Индијци су транспортовани на Фиџи да раде на плантажама шећерне трске. Многи од њих су се опредјелили да остану и након истека стажа, а данас њихови потомци чине око 40% укупног становништва. Индијски радници су такође увезени у холандску колонију Суринам након што су Холанђани потписали уговор са Уједињеним Краљевством о запошљавању радника по уговору 1870. године. На Маурицијусу је индијско становништво сада демографски доминантно, а индијски фестивали се славе као државни празници.
Овај систем је преовладавао до почетка двадесетог вијека. Све већи фокус на бруталности и злоупотребе трговине од стране сензационалистичких медија тог времена подстакао је бијес јавности и довео до званичног окончања трговине кулијима 1916. године од стране британске владе. До тог времена, десетине хиљада кинеских радника су биле коришћене дуж Западног фронта од стране савезничких снага (види Кинески раднички корпус).

## Савремена употреба термина кули
- На индонежанском, kuli је израз за неквалификоване раднике који се ослањају на своју физичку снагу за транспорт робе.[84] Раније се користио да се односи на индијске или кинеске раднике, са пежоративном конотацијом.[85]
- У Индији, хиндска ријеч qūlī се сада обично користи за означавање носача пртљага у хотелским лобијима и жељезничким и аутобуским станицама. Без обзира на то, употреба таквих (посебно од стране странаца) се и даље може сматрати увредом од стране неких.[86] Фраза 'смеђи кули' је термин који се користи за индијског држављанина који се представља као представник страног института.[87]
- У Малезији, kuli је термин за физичке раднике, са донекле негативним конотацијама.
- На тајландском језику, kuli (กุลี) и даље задржава своје првобитно значење као физички радници, али се сматра увредљивим.[тражи се извор] У септембру 2005. године, премијер Тајланда Таксин Шинаватра је употребио овај израз када је говорио о радницима који су изградили нови међународн аеродром. Захвалио им је на труду. Ројтерс, извор вијести из Бангкока, извјестио је да су тајландске радне групе биле љуте због његове употребе тог термина.[88]
- У Јужној Африци, термин coolie се односио на плаћене раднике из Индије. То више није прихваћен термин, а и он и његова Зулу верзија, амакхула, сматрају се изузетно погрдним за људе индијског поријекла.
- У Етиопији, cooli су они који за некога носе тешке терете. Међутим, реч није увреда. Односи се на арапске надничаре који су мигрирали у Етиопију ради рада.[тражи се извор]
- Холандска реч koelie се односи на радника који обавља веома тежак, захтеван посао. Ријеч генерално нема посебне етничке конотације међу Холанђанима, али је расна увреда међу Суринамцима индијског насљеђа.[89]
- На вијетнамском, још од ере Француске Индокине, „cu li“ или „culi“, као вијетнамски изговор за кули, и даље се користи са увредљивим значењем за слабо плаћене раднике.
- У Финској, када бруцоши техничког универзитета воде бригу о пословима у клубу студентских синдиката (обично организујући забаву или сличне активности), они се називају „кули“ или обављају „кули дужност“.
- У Гвајани, Тринидаду и Тобагу, Суринаму, Јамајци, Белизеу, Светој Луци, Сент Винсент и Гренадини, Сент Китс и Невис, Гренада, Француска Гвајана, Гвадалупе, Мартиник, Барбадос, Девичанска острва, други делови Кариба, Маурицијус, југ Африка, Сејшели, други делови југоисточне Африке, Фиџи, Сингапур и Малезија, coolie се слободно користио за означавање било кога индијског и јужноазијског поријекла и сматра се увредљивим пејоративом.
- У неким земљама енглеског говорног подручја, конусни шешир који носе многи Азијати, да би се заштитили од сунца, понекад се назива и "кули шешир".
- У индустрији информационих технологија, офшоре радници се понекад називају кулијама због њихових нижих плата.
- Израз coolie се појављује у пјесми Едија Хауарда, "The Rickety Rickshaw Man".
- На мађарском, kulimunka (дословно 'кул рад') односи се на напоран рад који се понавља.
- У Шри Ланки, kuliwada је синхалски израз за физички рад. Такође, kuli (нпр. kuliyata) значи рад уз накнаду, посебно тренутно (готовинско) плаћање (а не плаћено). Користи се на погрдни или хумористични начин да означи пристрасну акцију или подршку (нпр. „Kuliyata andanawa“ значи „Плаче за накнаду“, пошто би у колонијална времена људи били плаћени да плачу на сахранама). Таксији су познати као kuli-ratha.
- На филипинском, makuli се преводи као "радан", што носи конотације ропства.
- На грчком, κούλης се користи као неутрална ријеч која значи „бродски радник азијског поријекла“ од стране грчког пјесника Никоса Каввадијаса.[90]

## У умјетности, забави и медијима

### Музика
Чатни пјесма из 2014. године под називом „Coolie Bai Dance“ индо-гвајанског пјевача Ромеа „Mystic“ Нермала говори о начину живота традиционалних „кули“ (индокарипских) сељана у Гвајани и остатку Кариба.

## Биљешке
1. ↑  Херберт Хувер био је директор компаније прије него што је постао предсједник САД.